# Обсерватория Йории
Обсерватория Йории — астрономическая обсерватория, основанная в 1988 году в поселке Йории, Сайтама (префектура), Япония. Руководит обсерваторией Хироси Мори. Все 45 открытых астероидов открыты совместно с Масару Араи.

## Инструменты обсерватории
- 30-см f/3.8 астрограф-рефлектор (hyperboloid astrocamera)
- 16-см рефлектор

## Направления исследований
- Открытие астероидов
- Кометы

## Основные достижения
- Открытие одной кометы: COMET ARAI (1991b)[1]
- Открыто 45 астероидов с 1988 по 1991 года[2]
- 643 астрометрических измерений опубликовано с 1988 по 1991 года [3]